# Aerodramus vanikorensis
Aerodramus vanikorensis là một loài chim trong họ Apodidae.